# Ghindari
Ghindari [ˈɟindarʲ] (veraltet Macfalău; ungarisch Makfalva) ist eine Gemeinde im Kreis Mureș in der Region Siebenbürgen in Rumänien.

## Geographische Lage

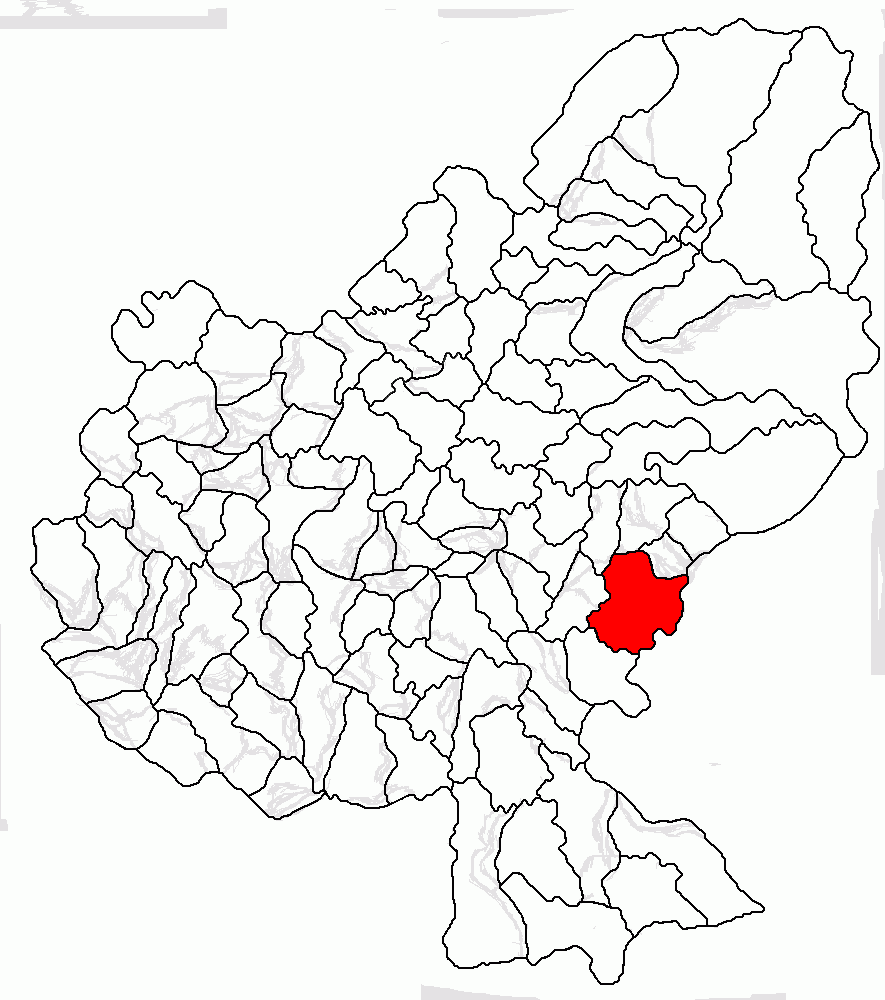
Lage der Gemeinde Ghindari im Kreis Mureș

Die Gemeinde Ghindari liegt im Siebenbürgischen Becken im Kokel-Hochlands (Podișul Târnavelor) im sogenannten Salzland. Am Oberlauf der Târnava Mică (Kleine Kokel), des Drum național 13A und der Bahnstrecke Blaj–Târnăveni–Praid, befindet sich der Ort Ghindari 15 Kilometer südwestlich von der Kleinstadt Sovata und etwa 50 Kilometer östlich von der Kreishauptstadt Târgu Mureș (Neumarkt am Mieresch) entfernt.
Die vier eingemeindeten Dörfer befinden sich drei bis zehn Kilometer vom Gemeindezentrum entfernt.

## Geschichte
Der Ort Ghindari, von Szekler gegründet, wurde erstmals 1507 urkundlich erwähnt.
Auf dem Areal des Gemeindezentrums, von den Einheimischen genannt Vârful Cetății (ungarisch Várhegyese), sind Reste der sogenannten Burg Makka (oder Mákavár) – im 19. Jahrhundert abgetragen – dem Mittelalter zugeordnet. Auch zahlreiche Archäologische Funde, von denen einige bis in die Jungsteinzeit datiert sind, wurden auf dem Gebiet des Gemeindezentrums gefunden.
Im eingemeindeten Dorf Trei Sate (ungarisch Hármasfalu) befinden sich bei Dâmbul Cetății (ungarisch Várdomb) Reste einer mittelalterlichen Siedlung, welche vermutlich auf eine Siedlung der Frühgeschichte errichtet wurde.
Im Königreich Ungarn gehörte die heutige Gemeinde dem Stuhlbezirk Nyáradszereda im Komitat Maros-Torda, anschließend dem historischen Kreis Mureș und ab 1950 dem heutigen Kreis Mureș an.
Das eingemeindete Dorf Trei Scaune mit seinen sechs Kirchen, setzt sich aus den drei Weilern Cioc (ungarisch Csókfalva), Ștefănești (ungarisch Székelyszentistván) und Hotești (ungarisch Atosfalva) zusammen.

## Bevölkerung
Die Bevölkerung der Gemeinde Ghindari entwickelte sich wie folgt:
| 1850 | 5.599 | 89 | 5.293 | -  | 217 |
| 1920 | 7.184 | 41 | 7.003 | 11 | 129 |
| 1956 | 7.906 | 42 | 7.827 | 1  | 36  |
| 2002 | 5.076 | 29 | 4.962 | 1  | 84  |
| 2011 | 3.250 | 23 | 2.874 | -  | 353 |
| 2021 | 3.034 | 31 | 2.198 | -  | 805 |

Seit 1850 wurde auf dem Gebiet der heutigen Gemeinde die höchste Einwohnerzahl und gleichzeitig die der Magyaren 1956 registriert. Die höchste Einwohnerzahl der Rumänen wurde 1850, die der Roma (607) 2021 und die der Rumäniendeutschen 1920 ermittelt.

## Sehenswürdigkeiten
- Im Gemeindezentrum die reformierte Kirche,[9] Ende des 18. Anfang des 19. Jahrhunderts errichtet, steht unter Denkmalschutz.[5]
- Im eingemeindeten Dorf Trei Sate die Residenz von Dósa Barátosi, im 18. Jahrhundert errichtet und die unitarische Kirche mit dem 40 Meter hohen Kirchturm 1798 errichtet, stehen unter Denkmalschutz.[5]

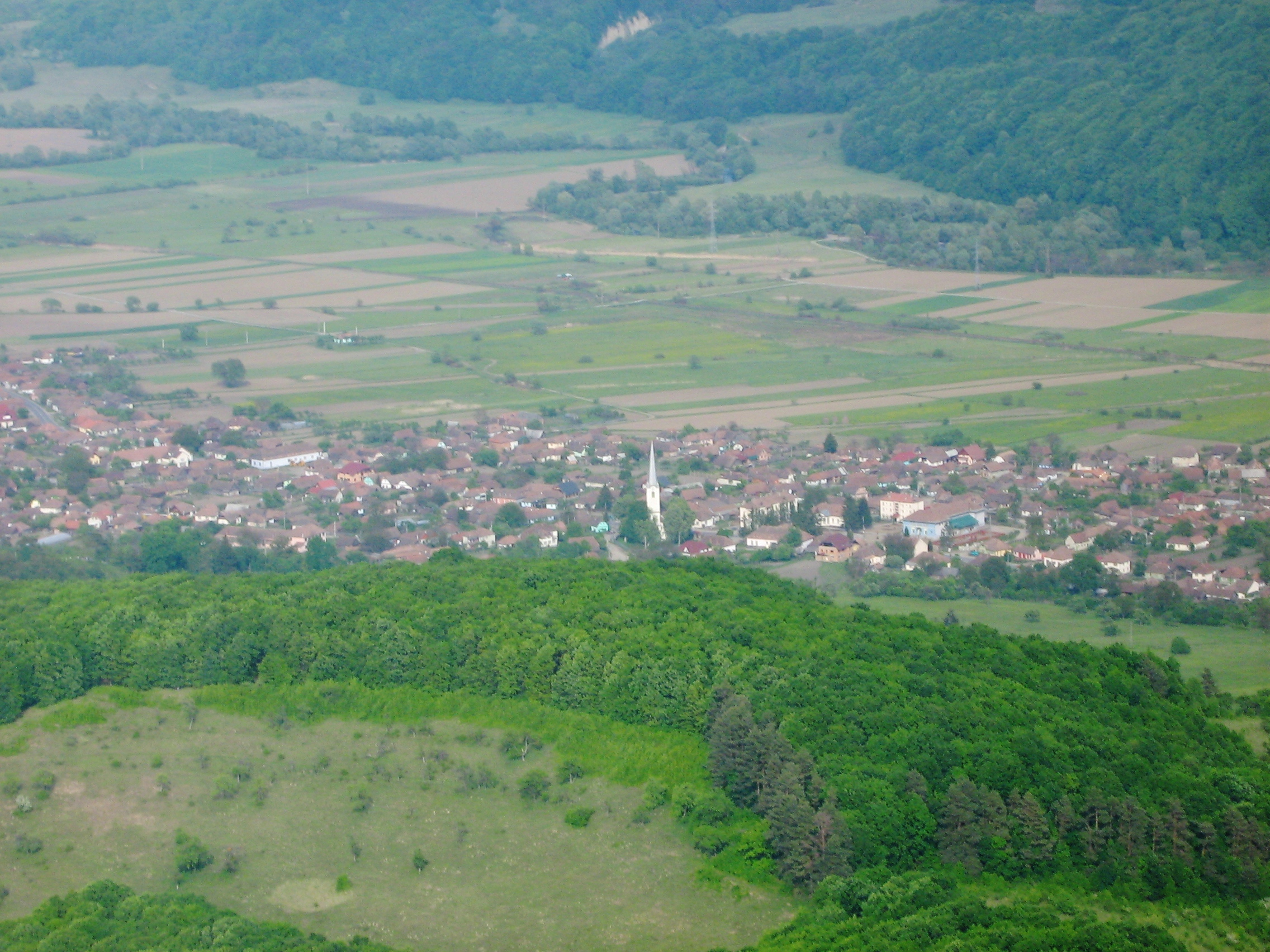
Blick auf Ghindari
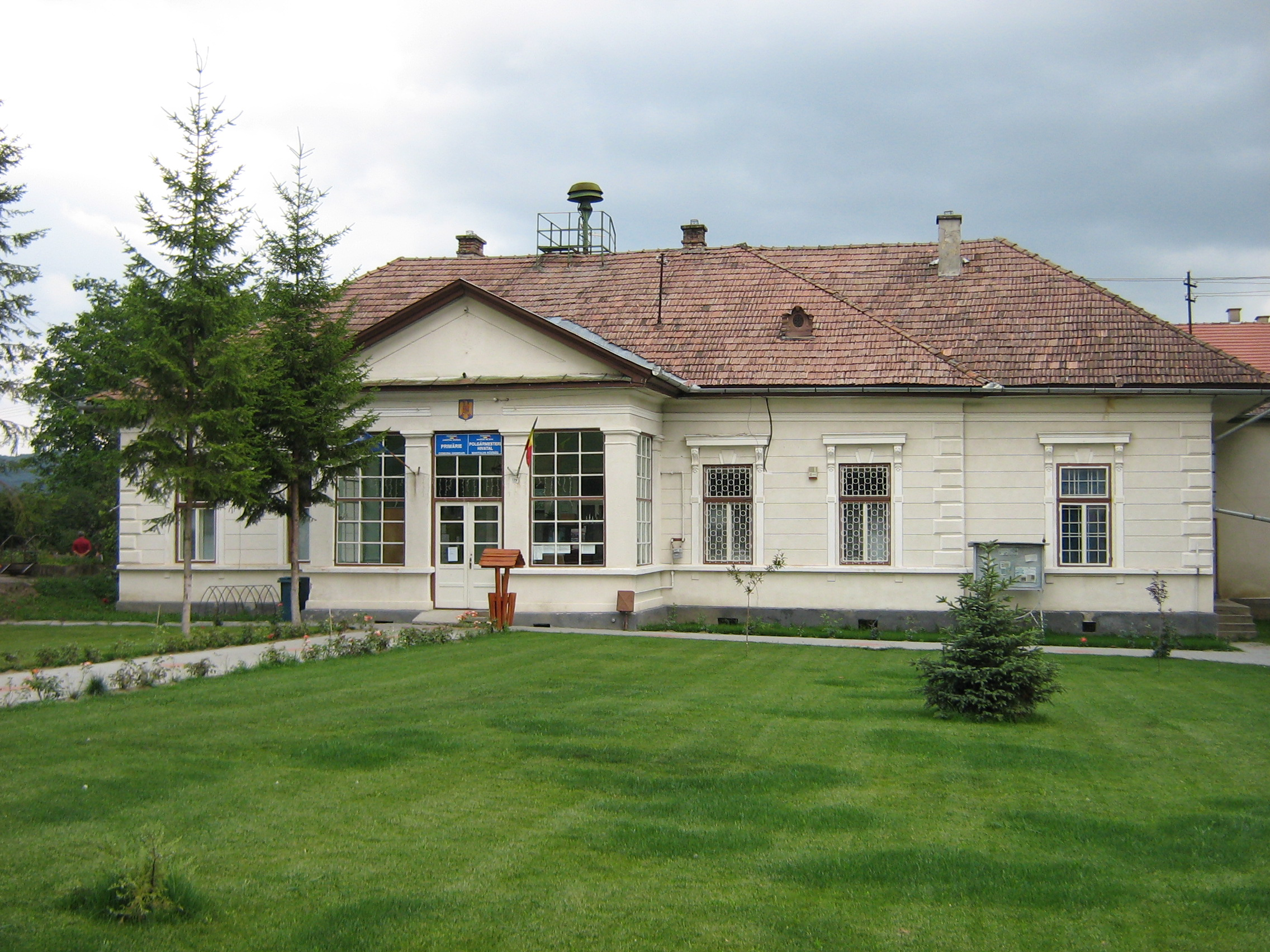
Rathaus
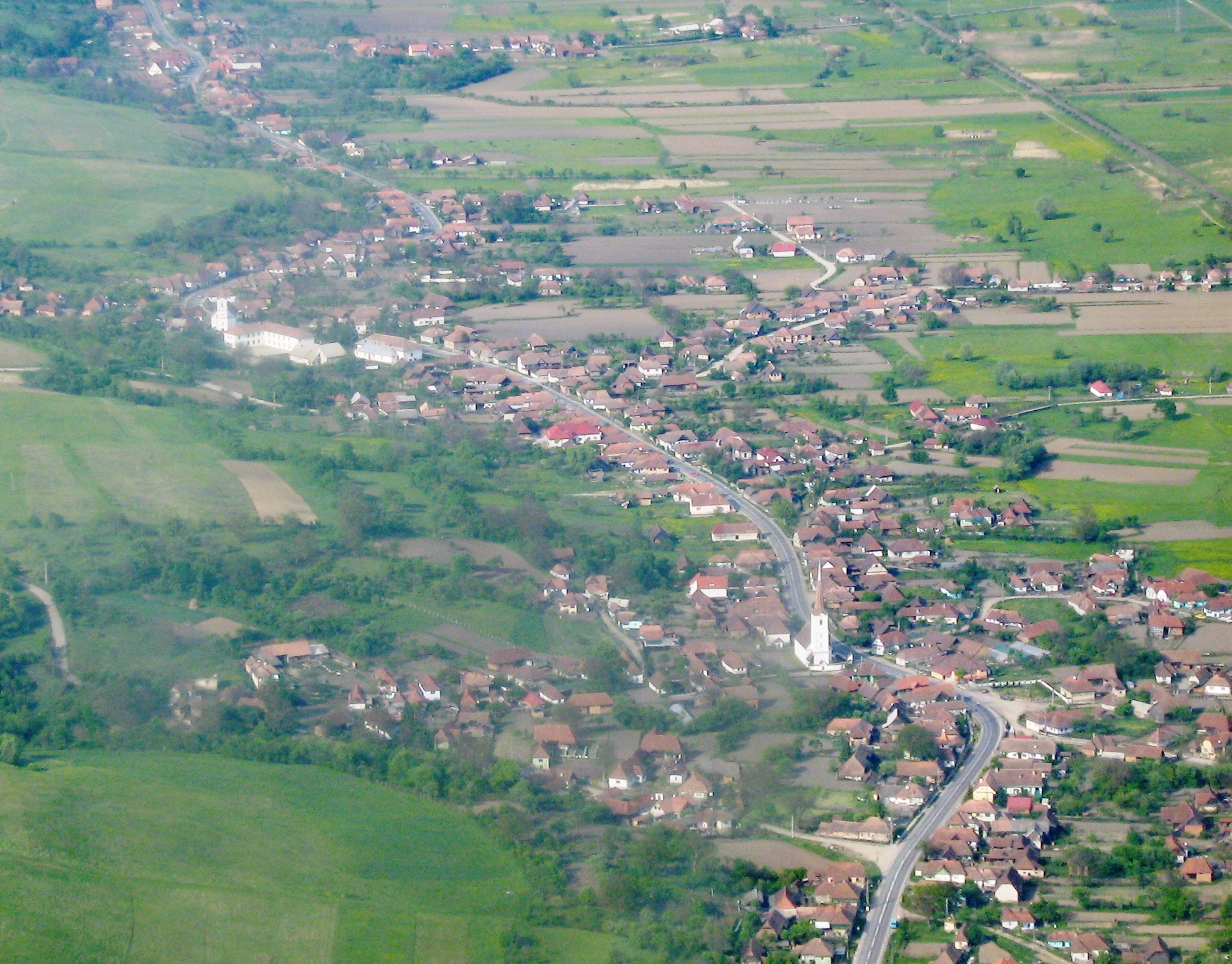
Blick auf Trei Sate
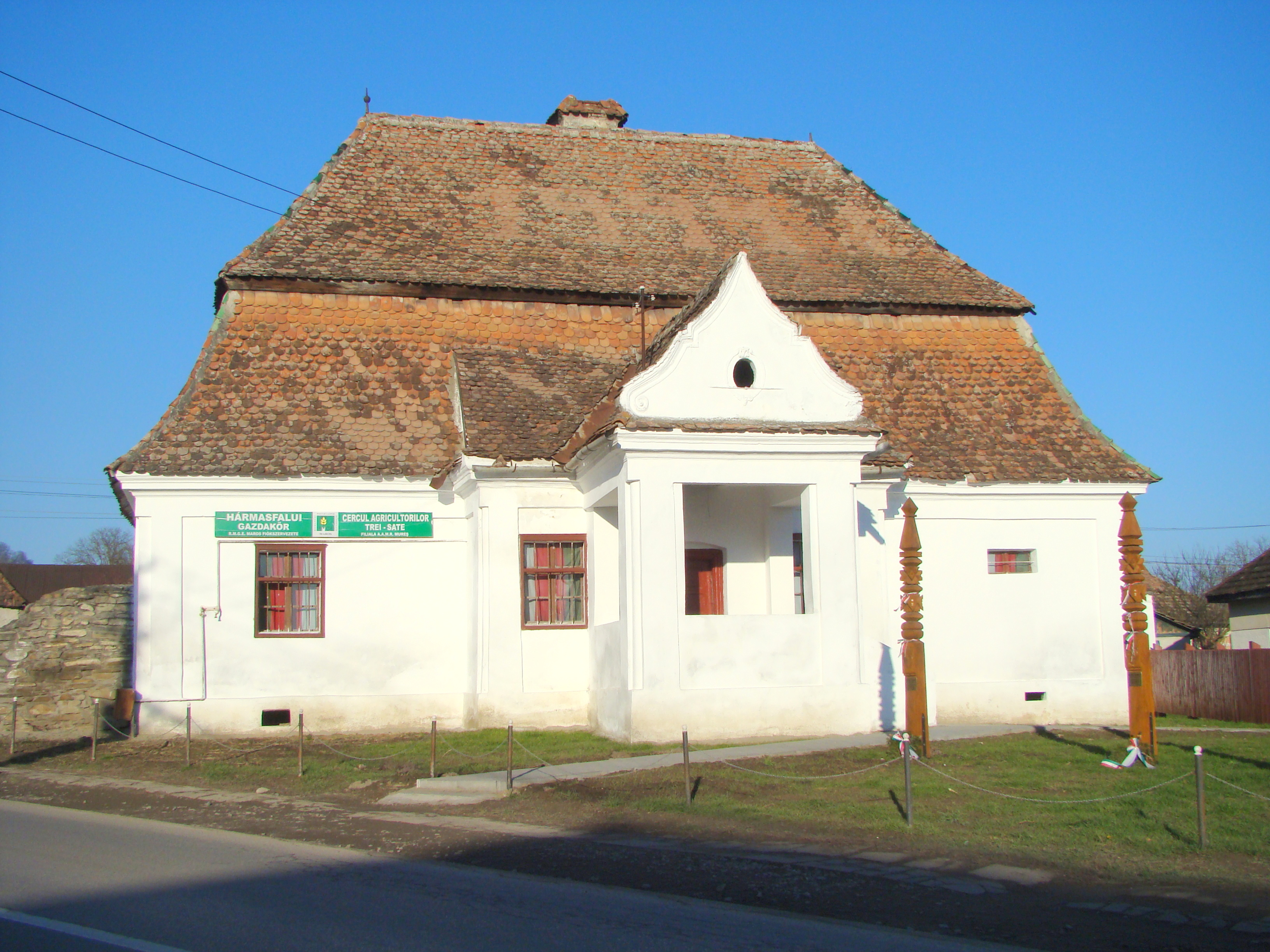
Residenz Dósa Barátosi
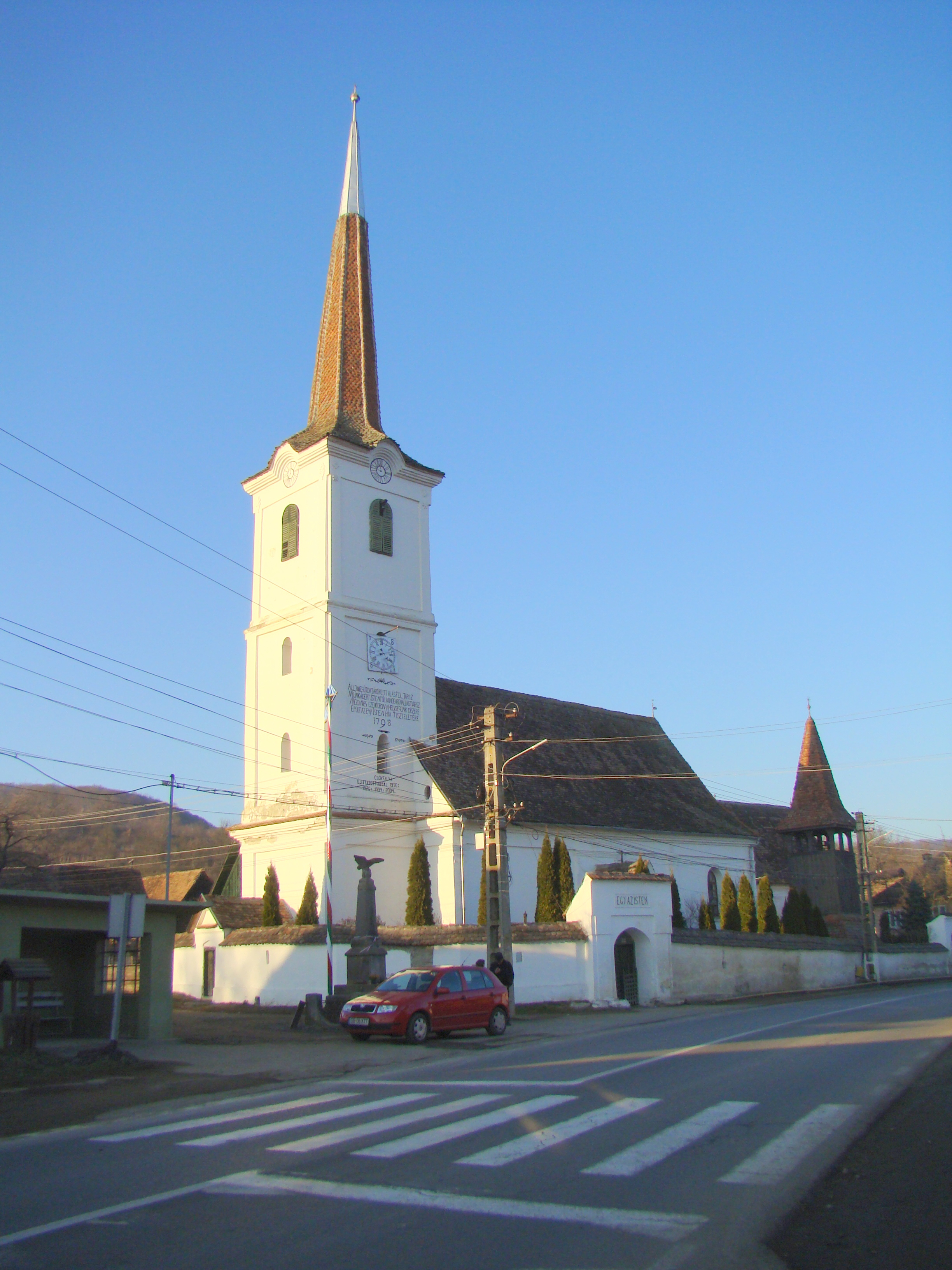
Unitarische Kirche in Trei Sate

## Persönlichkeiten
- Dániel Dózsa (1821–1889), Schriftsteller[10]
- Áron Vass (1891–1979), Volkskünstler und Bildhauer[4]